# Бабкін Олексій Микитович
Бабкін Олексій Микитович (жовтень 1906, Катеринодар — 6 листопада 1950, Москва) — співробітник ЧК-ОГПУ-НКВД СРСР, генерал-лейтенант (9 липня 1945). Заступник начальника 1-го головного управління при Раді Міністрів СРСР по кадрам. Член Комуністичної партії Радянського союзу. 

## Біографія
Народився в Катеринодарі (Росія) в сім'ї опалювача в 1906. 
З 1923 учень токаря на машинобудівному заводі «Кубаноль» в Краснодарі. Інструктор, завідувач відділу Краснодарського, Усть-Лабінського райкомів РКСМ, представник ВЛКСМ в Кубанському окрВНО, завідувач відділу Станичного райкому ВЛКСМ (1923–1928), на комсомольській роботі. 
У 1928–1930 в РСЧА. 
Закінчив Ростовський інститут машинобудування (за іншими відомостями Черкаський політехнічний інститут) в 1935. У 1935–1937 інженер-технолог, помічник начальника цеху Таганрозького машинобудівного заводу «Червоний гідропрес». 
У 1937–1938 секретар Сталінського райкому ВКП(б) Таганрога. У 1938 2-й секретар Таганрозького міськкому ВКП(б), завідувач Промислового відділу Ростовського обкому ВКП(б). 
У 1938–1939 слухач курсів НКВС СРСР.  
У 1939–1940 начальник Управління НКВС по Тульській області. 
У 1940–1941 народний комісар внутрішніх справ Казахської РСР, народний комісар державної безпеки Казахської РСР, в 1941–1943 знову нарком внутрішніх справ Казахської РСР, і в 1943–1944 знову нарком державної безпеки Казахської РСР. 
У 1944–1945 начальник Управління НКДБ по Челябінській області. 
У 1945–1946 уповноважений НКДБ-НКВС СРСР по Латвійській РСР. 
У 1946–1949 уповноважений РМ СРСР при НДІ фізичних проблем АН СРСР. 
У 1949–1950 заступник начальника 1-го головного управління при РМ СРСР по кадрам. 
Помер у Москві.

## Звання
- 17 січня 1939 — капітан державної безпеки;
- 14 березня 1940 — майор державної безпеки;
- 22 жовтня 1940 — старший майор державної безпеки;
- 14 лютого 1943 — комісар державної безпеки 3-го рангу;
- 9 липня 1945 — генерал-лейтенант.

## Нагороди
- Орден Леніна;
- Орден Червоного Прапора — два нагородження;
- Орден Червоної Зірки;
- Знак «Почесний співробітник держбезпеки».